# 금옥량연
《금옥량연》(金玉良缘)은 2014년 방송되었던 중국의 드라마이다.

## 소개
- 명나라 때, 다른 사랑을 따라 도망간 신부 대신 우연하게 그 신부의 자리를 대신하게 된 여자의 이야기

## 등장 인물
- 훠젠화 - 금원보 역
- 탕옌 - 옥기린 역
- 왕양 (王阳) - 유문조 역
- 공미 (Angela Gong) - 강효훤 역
- 황명 (黃明) - 고장풍 역
- 우쥔메이 - 금부인 역
- 왕청연 (Wendy Wang) - 유천천 역